# Foundling Hospital

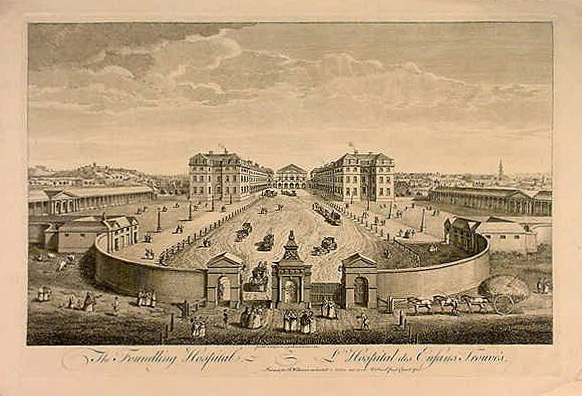
The Foundling Hospital. Budynek nie dotrwał do naszych czasów.

Foundling Hospital - przytułek dla sierot zbudowany w Londynie w 1739 roku.
Szefem prrzedsięwzięcia był kpt. Thomas Coram, a wspierali go czołowi politycy, zwłaszcza Spencer Compton, 1. hrabia Wilmington i Philip Dormer Stanhope, 4. hrabia Chesterfield. Dużą rolę w powstaniu szpitala odegrał Richard Mead.
Georg Friedrich Händel urządzał koncerty charytatywne w gmachu szpitala.